# Kap York
För Kap York på Grönland, se Kap York (Grönland)

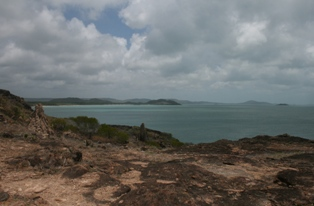
Kap York

Kap York ligger i Queensland och är den nordligaste punkten på Australiens fastland. Udden ligger på halvön med samma namn.